# Arundinarieae
Tribu
La tribu des Arundinarieae est une tribu de plantes monocotylédones de la famille des Poaceae, sous-famille des Bambusoideae. Ce sont des bambous ligneux, originaires des régions à climat tempéré de l'Est de l'Amérique du Nord, d'Afrique subsaharienne, d'Asie du Sud et d'Asie de l'Est.
Cette tribu constitue une lignée indépendantes des bambous tropicaux ligneux (tribu des Bambuseae) ou herbacés (tribu des Olyreae).

## Liste des genres
Selon Soreng et al. 2015 :
- Bashania
- Bergbambos
- Chimonobambusa (syn. – Menstruocalamus)
- Chimonocalamus
- Drepanostachyum
- Fargesia (syn. – Borinda, Sinarundinaria)
- Ferrocalamus
- Gaoligonshania
- Gelidocalamus
- Himalayacalamus
- Indocalamus (s.s.)
- Indosasa
- Kuruna
- Oldeania
- Oligostachyum
- Phyllostachys
- Pleioblastus
- Pseudosasa
- Sarocalamus
- Sasa
- Sasaella
- Sasamorpha
- Semiarundinaria (syn. – Brachystachym)
- Shibataea
- Sinobambusa
- Thamnocalamus (s.s)
- Vietnamocalamus
- Yushania